# Synchiropus lineolatus
Synchiropus lineolatus là một loài cá biển thuộc chi Cá đàn lia gai (Synchiropus) trong họ Cá đàn lia. Loài này được mô tả lần đầu tiên vào năm 1837.

## Phân bố và môi trường sống
S. lineolatus có phạm vi phân bố rộng rãi ở vùng biển Ấn Độ Dương - Thái Bình Dương.

## Mô tả
Mẫu vật lớn nhất của S. kinmeiensis có chiều dài cơ thể được ghi nhận là 5,3 cm.